# Райгородський, Андрій Михайлович
Андрій Михайлович Райгородський (нар. 18 червня 1976, Москва, СРСР ) — російський математик, автор понад 200 наукових статей, лауреат Премії Президента Росії 2011 року для молодих вчених, директор Фізтех-школи прикладної математики та інформатики МФТІ.

## Біографія
Народився 18 червня 1976 року в Москві, з 1983 по 1993 роки навчався у московській школі №18 (1275) з поглибленим вивченням французької мови, закінчив школу із золотою медаллю.
В 1993 році вступив на відділення математики механіко-математичного факультету МДУ. Закінчив університет у 1998 році з червоним дипломом, після чого вступив до аспірантури кафедри теорії чисел мехмата МДУ, яку закінчив у 2001 році та захистив під керівництвом Миколи Мощевітіна кандидатську дисертацію на тему «Комбінаторно-геометричні властивості точкових множин».
З 2001 року – співробітник кафедри математичної статистики та теорії випадкових процесів.
Влітку 2004 року захистив докторську дисертацію на тему «Проблеми Борсука, Нелсона — Ердеша — Хадвігера та Грюнбаума у комбінаторній геометрії» за спеціальністю «Дискретна математика та математична кібернетика».
2005 року став доцентом мехмата МДУ,
2011 року — здобув звання професор.
З 2007 року є співробітником «Яндекса», де створив лабораторію комбінаторних та ймовірнісних методів. Також в цьому ж році обійняв посаду професора факультету інновацій та високих технологій Московського фізико-технічного інституту.
До 2016 року був керівником відділу теоретичних та прикладних досліджень. Станом на  2019 обіймає посаду координатора наукових та дослідницьких проектів з МФТІ.
З 2011 року – завідувач кафедри дискретної математики. Читає лекції у Незалежному московському університеті, у Школі аналізу даних Яндекса. Неодноразово виступав із лекціями у зарубіжних університетах .
В 2011 році став одним із двох засновників та головних редакторів журналу "Moscow Journal of Combinatorics and Number Theory", потім - членом редколегій журналів "Управління великими системами", "Квант", "Математичне просвітництво".
В 2012 році став за сумісництвом професором спільного бакалаврату Російської економічної школи та Вищої школи економіки, а у 2015 році – також за сумісництвом став професором Бурятського державного університету.
З жовтня 2014 року на MOOC-сервісі Coursera випустив 5 російськомовних курсів з комбінаторики  та запустив 3 онлайн-магістратури Фізтех-школи прикладної математики та інформатики.
Викладав математику у школі №179 Московського інституту відкритої освіти з 2006 по 2015 рік.
В 2015 році за результатами конкурсу набув статусу «федерального професора математики».
В 2016 році став завідувачем лабораторії просунутої комбінаторики та мережевих додатків у МФТІ. В тому ж році Андрій Райгородський став директором Фізтех-школи прикладної математики та інформатики МФТІ .
З 2017 року - керівник Кавказького математичного центру Адигейського державного університету.

## Наукові інтереси
Сфера наукових інтересів охоплює проблеми комбінаторики та комбінаторної топології, зокрема, вивчав проблему Борсука про розбиття множин на частини меншого діаметра, також досліджував проблему Нелсона — Хадвігера про розмальовку метричного простору, та проблему Ердеша — Хайнала про розмальовку гіперграфа.
Андрій Михайлович займається практичними додатками теорії графів та гіперграфів  в компанії «Яндекс», зокрема, побудовою моделей та дослідженням випадкових веб-графів .
Активний популяризатор науки, автор кількох науково-популярних книг та брошур.

## Нагороди
У 2005 році був нагороджений премією Президії РАН за цикл робіт із комбінаторної геометрії.
У лютому 2012 року отримав "Премію Президента Російської Федерації 2011 року в галузі науки та інновацій для молодих вчених" за «великі досягнення у низці розділів дискретної математики та їх практичне застосування в інформаційних технологіях» .

## Вибрана бібліографія
- Райгородський А. М., Савватєєв А. В., Шкредов І. Д. Комбінаторика: лекції для студентів факультету біоінженерії та біоінформатики МДУ. - М.: Макс-прес, 2005. - 135 с.
- Райгородський А. М. Екстремальні проблеми теорії графів та аналізу даних. - М.: Регулярна та хаотична динаміка, 2009. - 120 с. - ISBN 978-5-91559-127-0
- Райгородський А. М. Моделі інтернету (методичний посібник). - Довгопрудний: Інтелект, 2013. - 104 с. - ISBN 978-5-91559-143-0.
- Хроматичні числа. - М.: МЦНМО, 2015 - 48 с. - ISBN 978-5-94057-121-6
- Проблема Борсука. - М.: МЦНМО, 2015 - 52 с. - ISBN 5-94057-249-9.
- Лінійно-алгебраїчний метод у комбінаториці. - М.: МЦНМО, 2015. - 136 с. - ISBN 978-5-94057-313-5
- Литвак Н., Райгородський А. М. Кому потрібна математика? Зрозуміла книга про те, як влаштований цифровий світ. - М.: Манн, Іванов і Фербер, 2018. - 192 с. - ISBN 978-5-00-100521-6.
- Глібічук О. О., Іллінський Д. Г., Мусатов Д. В., Райгородський О. М., Чернов А. А. Основи комбінаторики та теорії чисел: задачник. Довгопрудний: Інтелект, 2015. - 104 с. - ISBN 978-5-91559-201-7
- Глібічук О. О., Дайняк О. Б., Іллінський Д. Г., Купавський О. Б., Райгородський О. М., Скопенко А. Б., Чернов А. А. Елементи дискретної математики в завданнях. - М.: МЦНМО, 2016. - 176 с.
- Глібічук О. О., Іллінський Д. Г., Мусатов Д. В., Райгородський О. М., Чернов А. А. Основи комбінаторики та теорії чисел: задачник. - Довгопрудний: Інтелект, 2019.